# Nicolaísmo
O nicolaísmo (ou nicolacionismo ou nicolaitismo) é uma heresia que se infiltrou na Igreja Primitiva, cujos aderentes são chamados de nicolaítas. No capítulo 2, versículos 6 e 15, do livro bíblico do Apocalipse, são citados os nicolaítas: "Tens, porém, isto: que odeias as obras dos nicolaítas, as quais eu também odeio." Apocalipse 2:6; "Assim tens também os que seguem a doutrina dos nicolaítas, o que eu odeio." Apocalipse 2:15 (transcrição da Versão Almeida Corrigida Fiel, Sociedade Bíblica Trinitária).

## Etimologia
Nico significa "conquistar" em grego e laíta significa "pessoas" (ou "povo"); daí, a palavra pode significar "conquistador de pessoas" ou "conquistador das pessoas". Todavia, "Nicolaíta" é o nome dado aos seguidores do herético Nicolau (grego: Nikolaos) - o nome por si significando "vitorioso sobre as pessoas" (do grego "Nike" - vitória) ou "vitória das pessoas", que teria recebido ao nascer. Versão alternativa: Em grego "Nikao" significa "conquistar" e "laíta" é uma derivação "laikos" que vem de "laos" que significa "os "leigos", povo, a massa, a plebe, aquele que não tem conhecimento aprofundado em determinada área", o nome significa "conquistando os leigos"(pg 74)

## História
A menção mais antiga aos nicolaítas é no Apocalipse, no Novo Testamento como já mencionado acima. De acordo com Apocalipse 2:6-15, eles eram conhecidos nas cidades de Éfeso e Pérgamo. Neste trecho, a Igreja de Éfeso é enaltecida por "odiar as obras dos nicolaítas, que eu também odeio" e a Igreja de Pérgamo é acusada por "abrigar aqueles que seguem as doutrinas deles [os nicolaítas]". Não há nenhuma outra fonte primária para nos dar certeza sobre a natureza desta seita.
Diversos Padres da Igreja, incluindo Ireneu de Lyon, Epifânio de Salamis e Teodoreto mencionam este grupo. Ireneu o discute, mas nada acrescenta ao Apocalipse exceto que "eles levam vidas de indulgências ilimitadas". Hipólito de Roma diz que o diácono "Nicolau" dos Sete Diáconos (veja Atos 6:1) era o autor da heresia e líder da seita. Vitorino de Pettau (ou Victorinus) diz que eles comiam oferendas dos ídolos. O venerável Beda afirma que Nicolau permitiu que muitos homens se casassem com sua esposa. Eusébio diz que a seita teve vida curta. Tomás de Aquino era da opinião que Nicolau incentivava ou a poligamia ou que os homens tivessem esposas em comum.

## Interpretação
A declaração comum, de que os nicolaítas suportavam a heresia antinômica de Corinto, não parece ter sido provada. Outra opinião, preferida por alguns autores, é que, por causa do caráter alegórico do Apocalipse, as referências aos Nicolaítas são apenas uma forma simbólica de referência.
O nicolaísmo também é frequentemente citado com referência ao casamento do clero, especialmente em áreas rurais da Inglaterra, onde era geralmente aceito até o século XI.(referência?) 

### Cyrus Scofield
Cyrus Scofield, em seu Notas sobre a Bíblia, seguindo o pensamento dispensacionalista, sugere que as sete cartas no Apocalipse prenunciam as várias eras da história cristã e que "nicolaítas" "refere-se à primeira forma da noção de ordem clerical, ou 'clero', que depois dividiu igualmente a irmandade entre 'padres' e 'leigos'".

### Albert Barnes
Sobre os nicolaítas citados no Apocalipse:
| “ | Vitringa supõe que a palavra é derivada do grego νικος, vitória, e λαος, pessoas, e que portanto ela está relacionada ao nome "Balaão", como significando tanto "senhor das pessoas" ou "ele venceu as pessoas"; e que, o mesmo efeito foi produzido pelas suas doutrinas quanto pelas de Balaão, que as pessoas eram levadas a fornicar e a se juntarem à adoração de ídolos. Elas poderiam ser chamadas de Balamitas ou Nicolaítas - ou seja, corruptores das pessoas. Mas a isto, podemos contrapor: 1. que isso é forçado e só foi adotado para remover uma dificuldade; 2. de que há inúmeras razões para supor que a palavra aqui utilizada refere-se a uma classe de pessoas que detém este nome e que eram bem conhecidas nas duas igrejas citadas; 3. que, em «Assim tu tens igualmente aos que seguem o ensino dos nicolaítas» (Apocalipse 2:15), eles são claramente diferenciados daqueles que suportam a doutrina de Balaão. | ” |

## Nicolau
Nicolau de Atos 6:5 é um nativo de Antioquia, um proselitista, isto é, um gentio que havia se tornado judeu; e depois de prosélito se converteu ao cristianismo. Quando a Igreja ainda estava confinada a Jerusalém, ele foi escolhido pelo conjunto dos discípulos para ser um dos primeiros dentre os Sete Diáconos e ele foi ordenado pelos apóstolos, em cerca 33 dC. Os nicolaítas, pelo menos até o tempo de Ireneu de Lyon, alegavam que ele era o fundador da seita.

### Em Epifânio
Epifânio de Salamis, um impreciso autor, relata alguns detalhes da vida de Nicolau, o diácono, e o descreve gradualmente afundando na mais grotesca impureza. e se tornando o originador dos nicolaítas e outras seitas gnósticas libertinas:
| “ | [Nicolau] tem uma bela esposa e se absteve de relações sexuais imitando àqueles que ele acredita serem devotos de Deus. Ele persistiu nisto por um tempo, mas no fim não conseguiu suportar controlar sua incontinência....Mas por estar envergonhado da sua derrota e suspeitar que tenha sido descoberto, ele se aventurou em dizer "Não terá a vida eterna aquele que não copular todos os dias" | ” |
|   | — Epifânio, Panarion (Haer., 25.1). |   |

### Em Clemente de Alexandria
Acreditam no relato anterior, pelo menos em parte, Jerônimo de Estridão e outros escritores do século IV. Porém ele é irreconciliável com a visão tradicionalista dada ao caráter de Nicolau por Clemente de Alexandria, um autor mais antigo e mais criteriosos que Epifânio. Ele diz que Nicolau levou uma vida casta e criou seus filhos na pureza; que numa certa ocasião, tendo sido severamente repreendido pelos apóstolos como um marido ciumento, ele respondeu à acusação oferecendo sua esposa como candidata à esposa de qualquer outro; e que ele tinha o hábito de repetir um ditado que era atribuído ao evangelista Mateus também: "É o nosso dever lutar contra a carne e abusar dela". Suas palavras foram perversamente interpretadas pelos nicolaítas como dando respaldo às suas práticas imorais. Teodoreto, em seu relato sobre seita, repete o argumento de Clemente, e acusa os nicolaítas de falsidade ao lidar com o uso do nome do diácono. Louis-Sébastien Le Nain de Tillemont (teólogo francês do século XVII) conclui portanto que, se não o verdadeiro fundador, faltou-lhe sorte pois deu motivo para fundação da seita. Já August Neander (teólogo alemão do século XIX) argumenta que o fundador foi outro Nicolau.

## Nota
[carece de fontes?]